# Mesomyia designata
Mesomyia designata är en tvåvingeart som beskrevs av H. Oldroyd 1957. Mesomyia designata ingår i släktet Mesomyia och familjen bromsar. Inga underarter finns listade i Catalogue of Life.